# Landas de Gascuña
Las Landas de Gascuña (en francés: Landes de Gascogne; en occitano: Lanas de Gasconha) son una región histórica y natural del sur de Francia, equivalente a una parte de los actuales departamentos de Gironda, Landas y Lot y Garona. Está limitada al oeste por el océano Atlántico (Costa de Plata), por los ríos Adur al sur y Garona al noreste. 
Gran parte de esta llanura lo ocupa el Bosque de las Landas, considerado el más grande de Europa Occidental, constituido esencialmente por pinos marítimos plantados a mediados del siglo XIX.

## Geografía
El vasto triángulo desde Soulac (Gironda) hasta Capbreton (departamento de Landas) a través de Nérac (Lot y Garona), que constituye el territorio de las Landas de Gascuña, se divide en varios pequeños "Países". Todos estos países están unidos por vínculos históricos y geográficos, pero también geológicos porque todos pertenecen a la llanura arenosa de las Landas, biológicos a través del bosque de las Landas, lingüísticos (el vernáculo es el idioma gascón) y culturales (todos ellos pertenecen a Gascuña).
Cuando se creó el departamento el 4 de marzo de 1790 en aplicación de la ley del 22 de diciembre de 1789, las Landas de Gascuña se dividieron en tres departamentos:
- Gironda (Landas de Burdeos, Landes du Médoc, etc.).
- Las Landas.
- Lot y Garona (Landas de Lot y Garona).

Esta nueva división reúne a grupos heterogéneos que, a priori, no tenían un vínculo común, como el sur del bosque de las Landas y Chalosse en el departamento de las Landas, o el norte del bosque de las Landas y Entre-deux-Mers en Gironda.
Las consecuencias de esta separación son fuente de mucha confusión en cuanto a la presencia del bosque de las Landas en Gironda. Las tradiciones de las Landas tienden a desaparecer y los espíritus tienden a asociar, erróneamente, las Landas de Gascuña con el departamento de las Landas.
La mejora del patrimonio local en esta parte occidental de la Gironda se centró, durante muchos años, en las actividades costeras en la actividad vitivinícola de la franja oriental del Medoc.
Sin embargo, cada vez más libros y mapas turísticos están integrando este patrimonio cultural de las Landas en las Girondinas de las Landas.
El hecho es que los países de las Landas de Gascuña están unidos en términos de patrimonio cultural.
Los países de las Landas:
- Médoc, fuera de la franja vitícola.
- Landas de Burdeos, en contacto con la conurbación de Burdeos.
- País de Buch, alrededor de la bahía de Arcachon y el Valle del Eyre.
- Landas de Dax, correspondiente al área de influencia de Dax.
- Alta Landa Girondina (de Hostens a Langon).
- Landas del Lot y Garona, punta oriental del bosque de las Landas.
- Gran Landa (o Alta Landa), en el centro, correspondiente a la cuenca del Eyre.
- Pequeñas Landas, un país de transición entre la Alta Landa y el Armagnac.
- País de Born (de Lévignacq a Sanguinet).
- Marensin (de Soustons a Linxe).
- Maremne (desde las marismas de Orx hasta Seignosse).